# 美食廚师男
《美食廚师男》（英語：Romantic Delicacies），马来西亚ntv7与马来西亚新传媒制作公司联合制作的一套时装电视剧，共25集。本剧描述以亞參叻沙和福建面这两道食物为主。

## 故事大纲
《美食厨师男》里位于吉隆坡闹市的大红花路有两家远近驰名的传统面家 – “阿叶记”福建面和“施家小馆”亚三叻沙。“老姜记”老板叶大卫（王骏饰演）练得一手精湛的制面手艺，厨师郝重（林静苗饰演）则获得大卫的真传，掌握了独门炒面技巧，让“老姜记”名声响亮，深获顾客欢迎。大卫的两个儿子，叶俊（谢佳剑饰演）和叶朗（江伟翰饰演），是一对个性相反的兄弟。叶俊聪明机灵且能言善道，极受欢迎；叶朗则生性懦弱、容易慌张，在众人面前总是显得笨拙。
美若天仙的“施家小馆”老板娘施木倩（王爱玲饰演）多年前为了逃避三角恋情而离乡背井，带着弟弟施木桐（沈炜竣饰演）来到吉隆坡。由于背负着过去的感情包袱，木倩多年来都把追求者拒于千里之外。木桐是叶俊的好朋友，个性憨厚老实，面对女生时总是害羞木纳。木桐后来和女扮男装的伙计贞萍（罗亿诗饰演）发生感情，闹出不少笑话。
大红花路还有一家大型连锁饮食中心“红岛咖啡馆”。“红岛咖啡馆”多年来垄断了全马饮食市场，唯独在大红花路惨遭滑铁卢，败给“阿叶福建面”和“施家小馆”。集团主席胡天兰（邓壹玲饰演）乃木倩当年的情敌，她为人心胸狭窄、心狠手辣。天兰于公于私决定委派得力助手沈小欣（刘芷绚饰演）将两家店收在“红岛咖啡馆”旗下。
外貌甜美的小欣以跌打医师的身份出现在大红花路，引起轰动。小欣使计让“阿叶福建面”陷入慌乱。郝重离家出走；大卫失踪；叶俊和叶朗反目成仇，叶朗还因此负气离家，投靠天兰。“阿叶福建面”被迫结业，叶俊流落街头。另一边厢，木倩不愿与天兰斗争，再一次选择退出，带着弟弟离开大红花路。
后来，小欣看见叶俊落泊潦倒的样子，深感愧疚，渐渐由怜生爱，还为了叶俊和天兰闹翻。为了弥补过失，小欣默默地帮助叶俊，跟随他到国外寻找大卫，协助叶俊重振家业。
叶俊找回父亲，并说服叶朗回家，兄弟俩一起勤练家传制面秘方和叶氏独门炒面技巧，以重振家业。奈何，“阿叶福建面”重开前夕，叶俊弄伤手，叶朗却背叛亲人，带着学成的福建面秘方再度投靠胡天兰。所幸，郝重及时回到大红花路，协助大卫一家渡过难关。
另一边厢，木倩在当年的恋人 – 唐启泰（王昱青饰演）的资助下，决定重开“施家小馆”。天兰眼见红岛咖啡馆的生意再次受到威胁，愤怒不已，遂挑战两家传统面店进行一场美食比赛，并开出落败一方永远离开大红花路的条件。“阿叶福建面”和“施家小馆”决定由叶俊代表出赛。天兰则委派叶朗挑战叶俊，一场兄弟阋墙的战争即将展开……

## 演员

### 主要演员
| 演员   | 角色   | 关系                                   |
| 谢佳见 | 叶 俊  | 叶大卫之大子 叶朗之兄 施木桐之好友     |
| 江伟翰 | 叶 朗  | 叶大卫之二子 叶俊之弟                  |
| 刘芷绚 | 沈小欣 | 胡天兰之得力助手                       |
| 沈炜竣 | 施木桐 | 施木倩之弟 叶俊之好友                  |
| 王爱玲 | 施木倩 | 施家小馆老板娘 施木桐之姐 胡天兰之情敌 |
| 罗亿诗 | 李贞萍 | 施家小馆伙计 与施木桐发生感情          |

### 其他演员
| 演员   | 角色   | 花名／职业／人物关系      |
| 王 骏  | 叶大卫 | 老姜记老板 叶俊、叶朗之父 |
| 林静苗 | 郝 重  | 厨师                      |
| 邓壹齡 | 胡天兰 | 集团主席                  |
| 王昱青 | 唐启泰 | 施木倩之恋人              |
| 温绍平 |        |                           |
| 林晓婷 |        |                           |

## 歌曲
主题曲：《低调》张栋樑

片尾曲：《命中注定》石欣卉

## 獲獎與入圍

### 大馬NTV7金視獎
| 年份   | 獲提名     | 獎項       | 結果 |
| ------ | ---------- | ---------- | ---- |
| 2010年 | 謝佳見     | 最佳男主角 | 獲獎 |
| 2010年 | 劉芷絢     | 最佳女主角 | 入圍 |
| 2010年 | 美食廚師男 | 最佳電視劇 | 入圍 |